# Ghanaische Fußballnationalmannschaft der Frauen/Weltmeisterschaften
Der Artikel beinhaltet eine ausführliche Darstellung der ghanaischen Fußballnationalmannschaft der Frauen bei Weltmeisterschaften. Ghana konnte sich als zweite afrikanische Mannschaft und insgesamt dreimal für eine WM-Endrunden der Frauen qualifizieren, überstand aber nie die Gruppenphase. Ghana belegt in der ewigen Tabelle Platz 22. Die Ghanaerinnen konnten sich vor ihren männlichen Kollegen für eine WM-Endrunde qualifizieren, denen das erst zur Fußball-Weltmeisterschaft 2006 gelang.

## Die Nationalmannschaft bei Weltmeisterschaften

### Übersicht
| Jahr | Gastgeberland         | Teilnahme bis …    | Gegner                       | Ergebnis | Trainer         | Bemerkungen und Besonderheiten |
| ---- | --------------------- | ------------------ | ---------------------------- | -------- | --------------- | --- |
| 1991 | Volksrepublik China   | nicht qualifiziert |                              |          |                 | Bei der Fußball-Afrikameisterschaft der Frauen 1991 im Viertelfinale an Nigeria gescheitert                                                     |
| 1995 | Schweden              | nicht qualifiziert |                              |          |                 | Bei der Fußball-Afrikameisterschaft der Frauen 1995 im Halbfinale an Nigeria gescheitert                                                        |
| 1999 | USA                   | Vorrunde           | Australien, China, Schweden  | 13.      | Emmanuel Afrani | Als Gruppenvierte ausgeschieden |
| 2003 | USA                   | Vorrunde           | China, Russland, Australien  | 12.      | Oko Aryee       | Erster Sieg in einem WM-Spiel, als Gruppendritte ausgeschieden                                                                                  |
| 2007 | Volksrepublik China   | Vorrunde           | Australien, Kanada, Norwegen | 15.      | Isaac Paha      | Als Gruppenvierte ausgeschieden |
| 2011 | Deutschland           | nicht qualifiziert |                              |          |                 | Bei der Fußball-Afrikameisterschaft der Frauen 2010 an Äquatorialguinea und Kamerun gescheitert, das sich aber auch nicht qualifizieren konnte. |
| 2015 | Kanada                | nicht qualifiziert |                              |          |                 | Bei der Fußball-Afrikameisterschaft der Frauen 2014 an Kamerun und Südafrika gescheitert, das sich aber auch nicht qualifizieren konnte.        |
| 2019 | Frankreich            | nicht qualifiziert |                              |          |                 | Beim Afrika-Cup der Frauen 2018 an Kamerun und Mali gescheitert, von denen sich aber nur Kamerun qualifizieren konnte.                          |
| 2023 | Australien/Neuseeland | nicht qualifiziert |                              |          |                 | In der ersten Qualifikationsrunde zum Afrika-Cup der Frauen 2022 an Nigeria gescheitert.                                                        |

### Statistik
(Angaben inkl. 2023: Neun Weltmeisterschaften)
- nicht teilgenommen: nie (0 %)
- nicht qualifiziert: sechsmal (66,7 %)
- qualifiziert: dreimal (33,3 %)
  - Vorrunde: dreimal (33,3 %; 1999, 2003 und 2007)

## Die Turniere

### WM 1991 in der Volksrepublik China
Für die erste WM der Frauen konnte sich nur eine afrikanische Mannschaft qualifizieren. Ghana scheiterte bei der Afrikameisterschaft 1991, die als Qualifikation für die WM galt bereits im Viertelfinale, der ersten Runde an den Nigerianerinnen mit 1:5 und 1:2. Nigeria konnte sich dann als erste afrikanische Mannschaft und erster inoffizieller Afrikameister der Frauen für die WM qualifizieren und wiederholte diesen Erfolg dann bei allen folgenden Qualifikationen.

### WM 1995 in Schweden
Vier Jahre später sollte Ghana in der ersten Runde der Afrikameisterschaft gegen Guinea antreten, das aber zurückzog. Damit wurde kampflos das Halbfinale erreicht. Hier waren wieder die Nigerianerinnen der Gegner und erneut verlor Ghana beide Spiele, diesmal mit 0:3 und 0:2. Damit verpassten sie nicht nur die Qualifikation für die WM, sondern auch das erste Fußballturnier der Frauen bei den Olympischen Spielen 1996.

### WM 1999 in den USA
Für die dritte Weltmeisterschaft, für die die Afrikaner nach der Aufstockung des Teilnehmerfeldes auf 16 Mannschaften einen weiteren Startplatz erhielten, konnte sich dann auch Ghana qualifizieren. Nun diente die erste offizielle Afrikameisterschaft 1998 als Qualifikation, die nun in Turnierform in Nigeria ausgetragen wurde. Ghana qualifizierte sich dafür zunächst mit zwei Siegen (11:0 und 8:0) gegen Guinea. In der Vorrunde wurden Südafrika mit 4:0 und Kamerun mit 3:1 besiegt. Der dritte Gruppengegner Mosambik hatte zurückgezogen. Als Gruppensieger wurde somit das Halbfinale gegen die Demokratische Republik Kongo erreicht. Mit einem 4:1 nach Verlängerung qualifizierte sich Ghana als zweite afrikanische Mannschaft für die WM. Im Finale wurde dann mit 0:2 gegen Nigeria verloren.
In den USA war Australien am 20. Juni 1999 in Foxborough der Gegner im ersten WM-Spiel für Ghana. Nach torlosen 73 Minuten ging Australien in der 74. Minute in Führung, zwei Minuten später konnte Nana Gyamfuah aber mit dem ersten WM-Tor für Ghana ausgleichen, wobei es bis zum Ende blieb. Im zweiten Spiel folgte dann ein 0:7 gegen China und zum Schluss ein 0:2 gegen Schweden. Damit schied Ghana als Gruppenletzter aus und verpasste auch das Fußballturnier der Frauen bei den Olympischen Spielen 2000, für das neben Gastgeber Australien nur die sieben besten Mannschaften der WM qualifiziert waren.

### WM 2003 in den USA
Eigentlich sollte die WM 2003 wieder in der Volksrepublik China stattfinden. Wegen der SARS-Epidemie wurde das Turnier kurzfristig in die USA verlegt. Damit fand die Weltmeisterschaft zum zweiten Mal in den USA statt. Für die Fußball-Afrikameisterschaft der Frauen 2002, die wieder als Qualifikation diente, musste sich Ghana durch zwei Spiele gegen den Senegal qualifizieren. Dies gelang problemlos mit zwei Siegen: 3:0 und 3:1. Die Gruppenphase überstand Ghana ohne Gegentor und gewann nach einem 2:0-Auftaktsieg gegen Mali auch erstmals ein Spiel gegen Nigeria (1:0), sowie mit 3:0 gegen Äthiopien. Damit erreichte Ghana als Gruppensieger das Halbfinale gegen Kamerun, in dem die ersten Gegentore hingenommen werden mussten. Nach abwechslungsreichen Verlauf, setzte sich Ghana in der Verlängerung mit 3:2 durch. Im Finale konnte sich Nigeria dann aber für die Vorrundenniederlage revanchieren und mit 2:0 gegen Ghana wieder Afrikameister werden. Ghana durfte aber ebenfalls wieder zur WM fahren.
In den USA trafen sie im ersten Gruppenspiel auf China und verloren mit 0:1. Gegen Russland folgte dann ein 0:2. Damit hatte Ghana vor dem letzten Spiel gegen Australien schon keine Chance mehr das Viertelfinale zu erreichen. Australien konnte aber noch mit einem Sieg bei gleichzeitiger Niederlage von China gegen Russland das Viertelfinale erreichen. Ghana lag aber bereits nach 39 Minuten durch zwei Tore von Alberta Sackey mit 2:0 in Führung, Australien gelang nur noch der Anschlusstreffer durch Heather Garriock. Zudem verlor Russland gegen China. Ghana schied damit als Gruppendritter aus, Australien als Letzter.

### WM 2007 in der Volksrepublik China
Vier Jahre später fand dann die WM doch zum zweiten Mal in der Volksrepublik China statt. Für die Fußball-Afrikameisterschaft der Frauen 2006, die wieder als Qualifikation diente und erneut in Nigeria stattfand – da Gabun als Gastgeber zurückzog, sollte sich Ghana mit zwei Spielen gegen die Republik Kongo qualifizieren. Da diese nicht antrat war Ghana kampflos qualifiziert. In der Gruppenphase gelangen drei Siege gegen Mali (1:0), Kamerun (2:1) und die Republik Kongo (3:1). Damit stand Ghana als Gruppensieger im Halbfinale. Hier wurde Südafrika mit 1:0 besiegt und die WM-Endrunde erreicht. Im Finale kam es erneut zum Aufeinandertreffen mit Nigeria und wieder wurde das Finale verloren, mit 0:1 aber knapp. Beide fuhren damit wieder zur WM.
Bei der Endrunde war Australien, vier Jahre zuvor letzter Gruppengegner, diesmal der erste Gegner und mit 4:1 konnten sich die Australierinnen für die Niederlage vier Jahre zuvor revanchieren. Nach einem 0:4 gegen Kanada folgte dann noch ein 2:7 gegen Ex-Weltmeister Norwegen. Damit schied Ghana als Gruppenletzter aus und verabschiedete sich für mindestens 12 Jahre von der WM-Bühne.

### WM 2011 in Deutschland
Für die WM in Deutschland konnte sich Ghana dann nicht qualifizierten. Bei der Afrikameisterschaft 2010, die wieder als Qualifikation diente, schied Ghana bereits in der Gruppenphase aus. Zuvor hatte sich Ghana mit zwei Siegen (1:0 und 3:0) gegen den Senegal qualifiziert. In der Gruppenphase gelang aber nur ein 2:1-Sieg gegen Algerien. Gegen Kamerun und Äquatorialguinea wurde dagegen verloren (1:2 und 1:3). Äquatorialguinea konnte sich dann nach dem Gewinn der Meisterschaft 2008 auch erstmals für die WM qualifizieren, musste den Titel aber wieder an Nigeria abgeben.

### WM 2015 in Kanada
Vier Jahre später musste sich Ghana sogar über zwei Qualifikationsrunden für die Afrikameisterschaft 2014 qualifizieren, die wieder als WM-Qualifikation diente. In der ersten Runde wurde Burkina Faso mit zwei 3:0-Siegen ausgeschaltet, in der zweiten Runde dann Äthiopien mit 2:0 und 3:0. Durch die Aufstockung des Teilnehmerfeldes auf 24 Mannschaften, hatten die Afrikaner noch einen weiteren Startplatz erhalten, so dass nun auch das Spiel um Platz 3 eine höhere Bedeutung hatte und die Qualifikation leichter erschien.
Bei der Endrunde wurde dann aber gleich das erste Spiel gegen Algerien mit 0:1 verloren. Nach einem 1:1 gegen Südafrika wurde dann zwar Kamerun, das bereits für das Halbfinale qualifiziert war, mit 1:0 besiegt, aber da die punktgleichen Südafrikanerinnen mit 5:1 gegen Algerien gewonnen hatten, erreichten sie durch die bessere Tordifferenz das Halbfinale und Ghana schied aus. Südafrika verlor nach einer Halbfinalniederlage gegen Nigeria aber auch das Spiel um Platz 3 gegen die Elfenbeinküste, die sich damit ebenso wie Kamerun erstmals für die WM qualifizierte.

### WM 2019 in Frankreich
Die Qualifikation für die dritte WM in Europa erfolgte über die Fußball-Afrikameisterschaft der Frauen 2018, die vom 17. November bis 1. Dezember 2018 in Ghana stattfand. Als Gastgeber war Ghana für diese automatisch qualifiziert, konnte den Heimvorteil aber nicht nutzen. Im ersten Spiel gegen Algerien gelang zwar ein 1:0-Sieg, dann verlor die Mannschaft aber gegen Mali mit 1:2 und konnte gegen Kamerun nur ein 1:1 erreichen, womit die Ghanaerinnen als Gruppendritte ausschieden. Aufgrund der Nichtqualifikation zur WM-Endrunde fiel die Mannschaft in der ewigen Tabelle um einen Platz.

### WM 2023 in Australien und Neuseeland
Die Qualifikation für die WM in Australien und Neuseeland erfolgt über den Afrika-Cup der Frauen 2022. Für die Qualifikation wurden die gemeldeten Teams regional zusammengelost. So traf Ghana in der ersten Runde auf Nigeria und nach einer 0:2-Auswärtsniederlage reichte das 1:0 im Rückspiel nicht um die zweite Runde zu erreichen, so dass sich Ghana nicht für die WM qualifizieren konnte.

## Spiele
Ghana bestritt bisher neun WM-Spiele, davon wurde eins gewonnen, sieben verloren und eins endete remis.
Ghana nahm nie am Eröffnungsspiel teil, spielte nie gegen den Gastgeber, Titelverteidiger und späteren Weltmeister. Ghana spielte immer gegen Australien, zudem zweimal gegen die Volksrepublik China. Alle anderen Spiele sind einmalig, aber gegen jeden Gegner gab es die höchste Niederlage in einem WM-Spiel.
Ghana spielte bisher gegen Mannschaften aller anderen Konföderationen außer Südamerika, spielte aber nur gegen die Asien- und Ozeanienmeister.
Die meisten Spiele bestritten Adjoa Bayor und Memunatu Sulemana, die in allen neun Spielen eingesetzt wurden. Die meisten Tore erzielte Alberta Sackey (2).
| Alle WM-Spiele |            |          |                     |                  |   |          |                                                    |
| Nr.            | Datum      | Ergebnis | Gegner              | Austragungsort   |   | Anlass   | Bemerkungen                                        |
| 1              | 20.06.1999 | 1:1      | Australien          | Foxborough (USA) | * | Vorrunde | Erstes Spiel gegen Australien                      |
| 2              | 23.06.1999 | 0:7      | China               | Portland (USA)   | * | Vorrunde |                                                    |
| 3              | 26.06.1999 | 0:2      | Schweden            | Chicago (USA)    | * | Vorrunde | Erstes Spiel gegen Schweden                        |
| 4              | 21.09.2003 | 0:1      | Volksrepublik China | Carson (USA)     | * | Vorrunde |                                                    |
| 5              | 25.09.2003 | 0:3      | Russland            | Carson (USA)     | * | Vorrunde | Erstes von der FIFA gezähltes Spiel gegen Russland |
| 6              | 28.09.2003 | 2:1      | Australien          | Portland (USA)   | * | Vorrunde |                                                    |
| 7              | 12.09.2007 | 1:4      | Australien          | Hangzhou (CHN)   | * | Vorrunde |                                                    |
| 8              | 15.09.2007 | 0:4      | Kanada              | Hangzhou (CHN)   | * | Vorrunde |                                                    |
| 9              | 20.09.2007 | 2:7      | Norwegen            | Hangzhou (CHN)   | * | Vorrunde | Erstes Spiel gegen Norwegen                        |

Anmerkung: Fett gedruckte Mannschaften waren zum Zeitpunkt des Spiels Meister ihrer Konföderation.
Der Sieg gegen Australien ist auch der höchste gegen Australien.
Gegen diese Mannschaften kassierte die ghanaische Mannschaft ihre höchsten Niederlagen bei einem WM-Turnier:
- Australien 1:4 (2007, Vorrunde) – einzige Niederlage gegen Australien
- Volksrepublik China 0:7 (1999, Vorrunde)
- Kanada 0:4 (2007, Vorrunde) – einzige Niederlage gegen Kanada
- Norwegen 2:7 (2007, Vorrunde) – einziges Spiel gegen Norwegen
- Russland 0:3 (2003, Vorrunde)
- Schweden 0:2 (1999, Vorrunde) – einziges Spiel gegen Schweden

## Rekorde
- Alberta Sackey erzielte am 28. September 2003 beim 2:1 gegen Australien das 400. WM-Tor.[4]

### Negativrekorde
- Die längsten Serien ohne eigenes Tor: Ghana (1999–2003), Japan (1991–2005), Nigeria (1991–1995 sowie 2007–2011) und Nordkorea (2007–2011) mit je 4 Spielen.
- Höchste Niederlage bei einem WM-Turnier: 1999 in den USA – Ghana gegen die Volksrepublik China 0:7 in der Vorrunde
- Ghana, Argentinien, Mexiko und Neuseeland sind die einzigen Mannschaften mit mehr als zwei Teilnahmen, die immer in der Vorrunde ausschieden.